# Martin Jozef Hubert Dautzenberg
Martin Jozef Hubert Dautzenberg (Voerendaal, 27 februari 1894 – Heerlen, 1 april 1958) was een Nederlands politicus. 
Hij werd geboren als zoon van Jan Hubert Dautzenberg (1851-1924; gemeentesecretaris) en Maria Agnes Senden (1868-1950). Hij was administrateur bij de mijnschool in Heerlen voor hij in juni 1922 zijn vader opvolgde als burgemeester van Voerendaal. In 1945 was J.B. Schrijvers daar enige tijd plaatsvervangend burgemeester. Dautzenberg werd, nadat hij onwel geworden was, in april 1958 opgenomen in het St. Josephziekenhuis in Heerlen alwaar hij enkele uren later op 64-jarige leeftijd overleed. 